# The Sinceros
O The Sinceros foi uma banda de pop rock/power pop da new wave inglesa, vinda de Londres; formada no final dos anos 70 por Mark Kjeldsen (vocais / guitarra), Ron François (baixo / vocais), Don Snow (teclado / vocais) e Bobby Irwin (bateria) - de acordo com a página do Discussions Magazine. Lançaram os discos The Sound of Sunbathing (1979), que continha os hits "Worlds Apart" e "Take Me To Your Leader" (segundo Daniel Silverman), e Pet Rock (1981), que contém "Disappearing" e "As The World Turns", além dos 'tesouros enterrados' - comenta Silverman - "Come On Out And Play" e "Torture Myself". Mark Kjeldsen foi o compositor da maioria das canções do grupo.

## História
Segundo texto de Daniel Silverman, o The Sinceros se formou a partir de algumas bandas que estavam tocando em torno de Londres no final da década de 1970. O baterista Bobby Irwin tocava com o Roogalator (banda de Danny Adler), logo se juntando ao baixista Ron François numa banda de R&B chamada The Strutters; que também acolheria o ex tecladista dos The Vibrators, Don Snow. Este trio, Don, Ron e Bobby, participaria em turnê e na gravação de um álbum com Lene Lovich e Les Chappel, Stateless, estréia de Lene, em 1978.
Mark Kjeldsen havia participado do The Strutters com Bobby Irwin e Ron François. No ano em que se junta à banda, ele já tinha gravado um single com a música "Are You Ready" pelo selo Do It, que sai em 1979 na França, lançando outra versão, com "Something's Happening" no lado B, em 1980 - de acordo com seu Discogs.
O primeiro show dos Sinceros foi em 11 de agosto de 1978, em Stoke Newington, Londres. Assinam pouco tempo depois com a Epic Records, lançando, em 1979, o álbum The Sound of Sunbathing, produzido por Joe Wissert e gravado no Wessex Studios (cita o Discogs). Uma música, "Take Me To Your Leader", participaria de diversas compilações da New Wave, no momento e posteriormente, como a The Now Wave Sampler (1979).
Depois de turnê pelos Estados Unidos e Reino Unido, entre 1978 e 1980, incluindo uma abertura de shows para Hall & Oates, eles voltaram ao estúdio para gravar o disco 2nd Debut, com o baixista de pub rock, Paul Riley, nos controles. O disco foi rejeitado pela Epic Records, que chamou o produtor de Elton John, Gus Dudgeon, para supervisionar uma revisão do trabalho. Dudgeon trabalhou nas músicas. O resultado final, rebatizado de Pet Rock, saiu em 1981 pela Columbia Records e contém, segundo Silverman, a "melhor canção de sempre da banda: "Disappearing" (lançada como single); uma peça assombrosa e maravilhosa de produção pop" e Jim Newson, no Allmusic, diz: "este é um álbum que deveria ter sido ouvido, mas não foi".
Em 1981, a banda se reuniu com Peter C. Johnson para gravar um álbum para a Lamborghini Records, mas o álbum nunca foi lançado. Se separam no mesmo ano. Bobby Irwin se torna, mais tarde, baterista de Nick Lowe e Van Morrison; Don Snow substitui Paul Carrack, que havia substituído Jools Holland, no Squeeze e, depois, muda seu nome para Jonn Savannah; Ron François brevemente se juntou ao The Teardrop Explodes.[carece de fontes?] Um retorno do The Sinceros é impossibilitado pela morte de Mark Kjeldsen em 1992, vítima de complicações decorridas pela síndrome da imunodeficiência adquirida (de acordo com Daniel Silverman).

## Relançamentos
A página da Cherry Red Records coloca, em 18 de maio de 2009, a edição em CD do disco The Sound of Sunbathing, comentando que ele inclui 3 faixas bônus; que são dois lados de um single e uma faixa ao vivo, gravada no My Father’s Place, em Nova Iorque.[carece de fontes?] Em 2010 a Wounded Bird Records lança em CD o disco Pet Rock/2nd Debut, contendo as músicas de Pet Rock e acrescentando: "este lançamento de Pet Rock é muito original. No Reino Unido, lançaram um álbum semelhante, mas com mixagens diferentes das canções, sob o título 2nd Debut. Este CD apresenta as duas versões, mais 4 faixas bônus adicionais".[carece de fontes?]

## Discografia

### Álbuns de estúdio
- The Sound of Sunbathing (1979) - Epic Records / CD (2009) - Cherry Red Records
- Pet Rock (1981) - Columbia Records / CD (2010) - Wounded Bird Records (com o título Pet Rock/2nd Debut)

### Singles
Relação de todos os singles lançados pelo The Sinceros, de acordo com o site 45cat (The Sinceros - Discography).
- "Take Me to Your Leader" / "Quick Quick Slow" - (maio 1979)
- "Worlds Apart" / "Girl I Realise" - (julho 1979)
- "Are You Ready?" / "Up There" (ao vivo: Palladium N.Y.C., em dezembro de 1979) - (junho 1980)
- "Disappearing" / "Torture Myself" - (setembro 1980)
- "Disappearing" / "I Can't Stop" - (março 1981)
- "Memory Lane" / "Beady Eyes" - (junho 1981)
- "Socially" / "Television Vision" - (agosto 1981)